# Juncus polycephalus
Juncus polycephalus är en tågväxtart som beskrevs av André Michaux. Juncus polycephalus ingår i släktet tåg, och familjen tågväxter. Inga underarter finns listade i Catalogue of Life.